# Akvitanski most
Akvitanski most (francosko Pont d'Aquitaine) je viseči most čez Garono, severozahodno od mesta Bordeaux, v Franciji. Je del obvoznice, na njem je avtocesta A630. Dokončan je bila leta 1967, njegov glavni razpon pa je dolg 394 m.
Vzhodni in zahodni del mostu se močno razlikujeta. Vzhodni del predstavlja greben, ki omogoča, da vozišče vstopi na most z majhnim naklonom. Nasprotno pa je zahodni del ravninski, je del Medoca (vinorodno območje na levem bregu estuarija Gironde), kar pomeni, da se mora cesta dramatično dvigniti, da bi pridobila zadostno višino za vstop na most.

## Zgodovina
Prvi most za mesto Bordeaux, kamniti most, zgrajen po naročilu Napoleona, je bil dokončan leta 1822. Po drugem cesarstvu je most že veljal za nezadostnega, da bi se mesto lahko normalno razvijalo. Od leta 1891 do 1909 so se izdelovale študije, na osnovi katerih bi izbrali most, katerega gradnja je bila zaupana Cail-Fives-Lilleu. Predsednik republike Armand Fallières je 19. septembra 1910 položil temeljni kamen.
Leta 1914 so zgradili le stebre, vendar je prva svetovna vojna prekinila dela in se niso nadaljevala, saj je bil projekt za tiste čase zastarel.
Študije so se nadaljevale in leta 1939 je bila končno najdena rešitev. Kamniti most bi porušili in ga nadomestili z novim, dovolj širokim mostom. To zamisel je 3. decembra 1941 potrdil ministrski sklep. Okoliščine niso dopuščale izvedbe projektov in tako se je izognilo najhujšemu.
Leta 1949 so država, mesto Bordeaux in zadevne skupnosti priznale, da je pametneje zgraditi nov most, vendar je izbira njegove lokacije predstavljala velike težave.
Spomladi 1953 je bilo odločeno, da se vozišče kamnitega mostu razširi na štiri pasove, kar je mogoče storiti brez pomembnih sprememb in z nizkimi stroški. Dela so bila hitro končana leta 1954. Istega leta je bordojski župan Jacques Chaban-Delmas postal minister za javna dela in 13. avgusta 1954 je bil načeloma sprejet sklep o gradnji visečega mostu. Minister za javna dela Robert Buron je 20. maja 1960 položil temeljni kamen.
Gradnja se je začela leta 1961 in trajala šest let. Most je bil uradno odprt 6. maja 1967 pod pokroviteljstvom tedanjega ministra za javna dela Françoisa-Xavierja Ortolija.

## Podatki
Z glavnim razponom 393,75 m je Pont d'Aquitaine drugi najdaljši viseči most v Franciji za Pont de Tancarville in ostaja skromen. Leta 2008 je zasedel 80. mesto na svetu visečih mostov. Skupaj z viaduktom ga po dolžini francoskih mostov pripelje do 8. mesta.
Z glavnim razponom in 143 m obeh sekundarnih odprtin, dolžina med sidrnima blokoma znaša 679,75 m. Na levem bregu podaljšan z viaduktom dolgim 1014 m iz prednapetega betona in klančino 4,66 %. Skupaj s sidrnimi bloki dolžine 35,40 m in 38 m je konstrukcija mosta dolga skupaj 1767,15 m. Garono prečka s čisto višino 53 m.
Kabli za so zasidrani globoko v skalo visokega brega v sidrnem bloku na desnem bregu. Na levem bregu 35,40 m dolg, približno 20 m širok in več kot 50 m visok betonski blok zadržuje vlečne kable predvsem zaradi svoje teže.
Nosilec vozišča je sestavljen iz kovinske konstrukcije. Širok je 20 m. Na njem so razporejeni 2 x 3 prometni pasovi; ozka ograja ločuje obe smerni vozišči. Na obeh straneh je bila naknadno dodana kolesarska steza.
103 m visoki piloni so armiranobetonske votle škatle, ki se v stranskem pogledu zožijo od 5,3 m širine do 3,3 m, na nivoju uporabnikov mostu pa dosledno 4 m. Povezani in ojačeni so le pod nosilcem vozišča in pod konicami s prečnimi rešetkami.
Od obnove v letih 2000 do 2005 so bili kabli sestavljeni iz 61 pramenov žice, ki so bile stisnjene skupaj in zavite z neprepustno z žico. Posamezne žice so pocinkane za zaščito pred korozijo. Kabli so opremljeni tudi s sistemom razvlaževanja, s katerim se suh zrak vpihuje v vrvi na konicah pilonov. Senzorji določajo vlažnost izstopajočega zraka in nadzorujejo vpihovanje.